# Oxira ochracea
Oxira ochracea är en fjärilsart som beskrevs av Walker 1865. Oxira ochracea ingår i släktet Oxira och familjen nattflyn. Inga underarter finns listade i Catalogue of Life.